# زانا رمضاني
زَانَا رَمَضَانِي (بالألمانية: Zana Ramadani)‏ من مواليد 1984، هي سياسية، ناشطة نسوية وكاتبة ألمانيّة ذات أصول ألبانيّة. شغلت منصبَ رئيسة منظمة الشباب في الاتحاد الديمقراطي المسيحي (حزب المحافظين) في ويلنسدورف في وسط ألمانيا. زادت شهرة زانا حينما عملت على تأسيس فرع لمنظمة فيمن النسويّة في عام 2012 في دولة ألمانيا وقد نجحت في ذلك. شاركت زانا في عددٍ من الاحتجاجات العارية ضد الاستغلال الجنسي وقد زادت شهرة هاتهِ الحملات بعدما انضمّ لها عديد الأشخاص فيما أيدها مشاهير آخرون بما في ذلك هايدي كلوم.
نشرت رمضاني أوّل كتابٍ لها في آذار/مارس 2017 وقد خصّت به المُسلمات؛ حيثُ انتقدت ديانة الإسلام وحاولت تفسير دور الأمهات المُسلِمات داخلَ مُجتمعاتهن. خلال مُقابلة لها معَ صحيفة زود دويتشي تسايتونج في أبريل 2017؛ ذكرت زانا أنّها تعرضت في كثير من الأحيان لتهديدات بالقتل من المحافظين المسلمين، كما أكّدت على تلقيها تهديدات بالضرب فيما توعدها آخرون بالقتل مباشرة. نتيجة لذلك – وحسب زانا ذاتِها – فقد تقدمت بطلبٍ للشرطة من أجل توفير حمايةٍ لها لكنّ هذه الأخيرة رفضت مما دفعها إلى محاولة الحصول على ترخيص لحمل سلاح ناري بهدف الدِفاع عن نفسها.